# Шавшат (гавар)
Шавшат (арм. Շավշատ) — гавар провинции Гугарк Великой Армении. На сегодняшний день территория исторического Шавшата находится в границах Турции − на севере ила Артвин.

## География
Гавар Шавшат находился на северо-западе провинции Гугарк. На западе Шавшат граничил с гаварами Нигал и Мруг, на севере − с Аджарией, на востоке − с гаваром Артаан, а на юге − с гаваром Кхарджк.
На севере естественной границей гавара служили Шавшатские горы, на востоке − горы Арсяц.
Столицей гавара являлся одноимённый город (Шавшат).